# Segundo Ensanche de Pamplona
El Segundo Ensanche de Pamplona (en euskera Bigarren Zabalgunea) es uno de los barrios del centro de la capital de la Comunidad Foral de Navarra, España. Se colocó la primera piedra el 29 de noviembre de 1920, festividad de San Saturnino, patrono de la ciudad.

## Historia

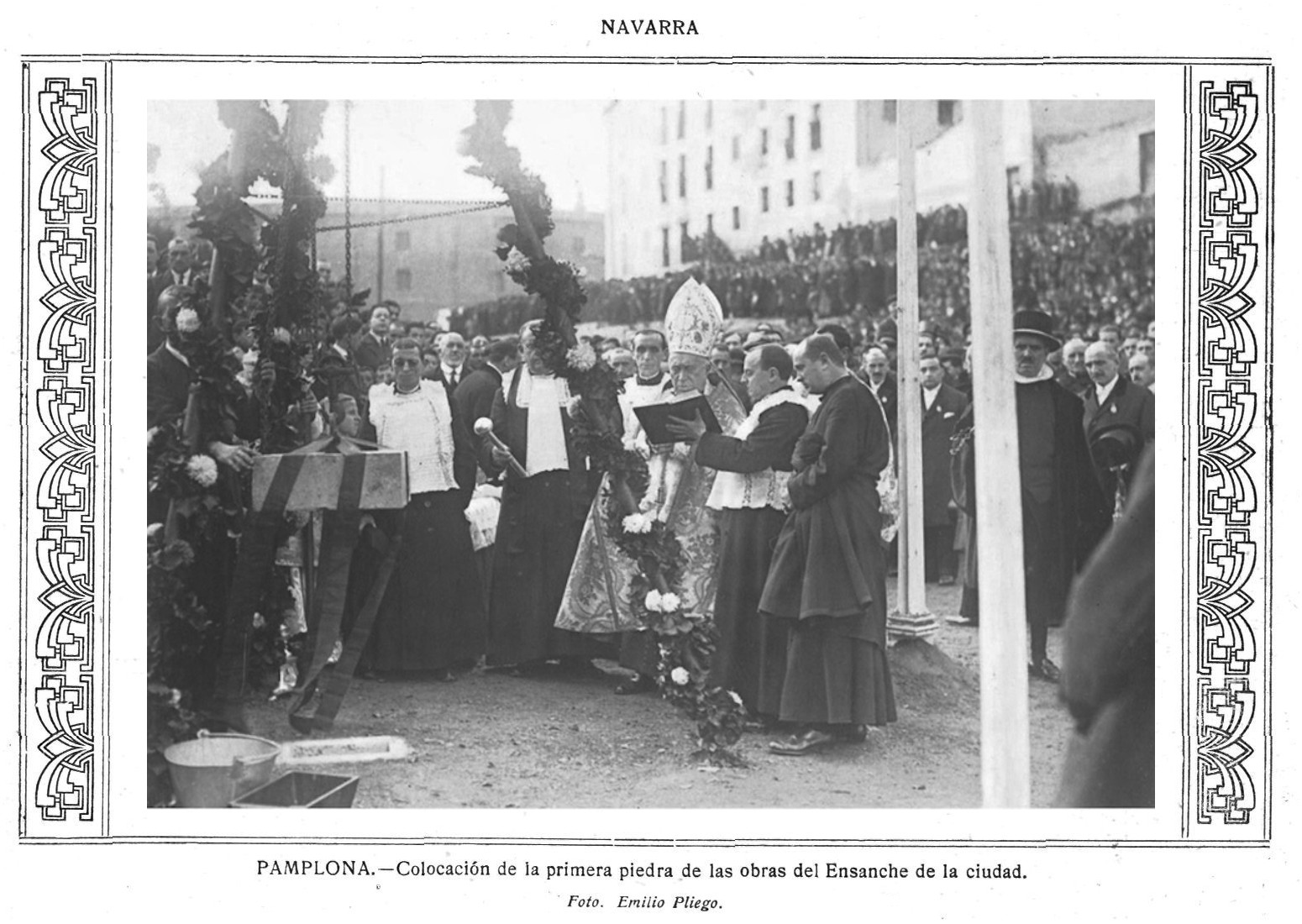
Colocación de la primera piedra del Segundo Ensanche de Pamplona (29 de noviembre de 1920) - Momento de la bendición del obispo de Pamplona José López Mendoza García acompañado del cabildo parroquial de San Agustín.

Plano del Segundo Ensanche de Pamplona.

### Pamplona, plaza fuerte
El Ejército español, al considerar que Pamplona seguía siendo una plaza fuerte, mantenían la ciudad encerrada en las murallas y la imposibilidad de edificar en los alrededores por ser «zonas polémicas», es decir por ser próximo a un lugar de interés militar. Este problema ya había ocurrido con la realización del Primer Ensanche de Pamplona, en el interior de las murallas, pero en relación con la «zona polémica» de los baluartes de la Ciudadela que controlaban la ciudad. En esta ocasión los militares cedieron a la ampliación de la ciudad y por tanto el derribo parcial de las murallas cuando comprobaron que los nuevos sistemas de guerra empleados en la Primera Guerra Mundial, en que se podía bombardear las ciudades con la aviación, no servían, demostrando que el sistema defensivo del siglo XX debería ser otro.
En todo caso, las negociaciones con los militares fueron largas, pues en 1901 en una Real Orden ya se establecía el derribo de las murallas del sur de la ciudad y su posterior urbanización. Los debates duraron años con exigencias monetarias importantes, pues no se trataba solo de derribar las murallas, sino también de ceder la propiedad de los terrenos que en ese momento eran del Ejército español y que pasarían a propiedad municipal. El derribo de las murallas de su parte sur se inició el 25 de julio de 1915. En sus vísperas el alcalde Alfonso Gaztelu llamaba a celebrarlo:

Pamploneses: El día de mañana van a caer las murallas de esta ciudad, acontecimiento que tanto habéis deseado, porque de él dependía el engrandecimiento de nuestra población.
Alfonso Gaztelu

### Proyectos para el Segundo Ensanche
El Ayuntamiento encargó varios proyectos de ensanche contemplando el derribo del lienzo sur de la muralla. En 1909 el arquitecto municipal Julián Arteaga realizó el primer proyecto en el que abarcaba toda la meseta en una malla ortogonal, de forma perpendicular a la carretera de Francia, hoy avenida de la Baja Navarra, dejando dos espacios ajardinados, uno al principio y otro al final. Dejaba la plaza del Castillo cerrada y la plaza de toros donde estaba (en donde está hoy el teatro Gayarre y el inicio de la avenida de Carlos III). Este planteamiento no fue aceptado porque no se ligaba con la trama medieval del Casco Viejo de Pamplona.
Finalmente el nuevo barrio tendría un trazado ordenado de forma reticular diseñado en 1916 por el también arquitecto municipal Serapio Esparza, con manzanas cuadradas con un patio interior. Es un heredero tardío de los ensanches del siglo XIX, en especial el Ensanche de Barcelona. Seguía, por tanto, el mismo planteamiento de malla ortogonal con dos ejes principales, las actuales avenidas de Baja Navarra y Carlos III, orientando las cuadrículas de calles en la dirección de las del Casco Viejo. En esta orientación se primaba la ventilación e iluminación natural de las viviendas. En esta propuesta la plaza del Castillo se abría a Carlos III, trasladando el teatro Gayarre, y así mismo, trasladaba la plaza de toros. La polémica de construir una nueva plaza de toros se terminó cuando la vieja se incendió a primeras horas del 10 de agosto de 1921, según las crónicas de forma intencionada, aunque nunca se demostró.

### Construcción del Ensanche
Sin embargo hasta el 11 de mayo de 1920 no se autorizó mediante una Real Orden la expropiación de los terrenos y el 29 de noviembre de ese año se pudo poner la primera piedra en la actual Bajada del Labrit.
Una parte importante de los edificios entonces realizados fueron posteriormente derribados a lo largo del siglo XX, con la construcción de otros más modernos. 
La vía que atravesaba todo el ensanche de norte a sur se le denominó en 1923 Gran Vía de Carlos III el Noble, con la intención de tener una Gran Vía como las ciudades importantes del momento. Este nombre no fue bien acogido por la ciudadanía, que al final impuso el nombre de avenida de Carlos III el Noble, que en la actualidad es peatonal. En todo caso en recuerdo al rey que unificó Pamplona con la promulgación del Privilegio de la Unión de 1423. En esta emblemática calle se instalaría la alta burguesía de la ciudad e importantes entidades. Al final de esta avenida en los años cuarenta se construyó el Monumento a los Caídos, en homenaje a los navarros muertos en la guerra civil española en el bando franquista y delante en 1952 se construyó una plaza que se dedicó a Tomás Domínguez Arévalo, conde de Rodezno. Todo este conjunto, hoy día, es muy polémico en cuanto a su posible reconversión o derribo.[cita requerida]
 

La otra avenida del Segundo Ensanche que cruza a la anterior es la actual avenida de la Baja Navarra, que en su nombre se ha reflejado la historia de Navarra en este último siglo. Inicialmente, en 1923 como avenida de Francia, por ser la salida hacia aquella frontera. En 1927 se le dedicó a Alfonso XIII que acababa de ser coronado. En 1931 se sustituyó por Galán y García Hernández que se sublevaron en Jaca por la República. En 1937 en plena guerra civil española se cambió por la de General Franco. Finalmente, en 1979 durante la transición se cambió al actual. Esto también ocurrió con otras plazas y calles de este barrio.

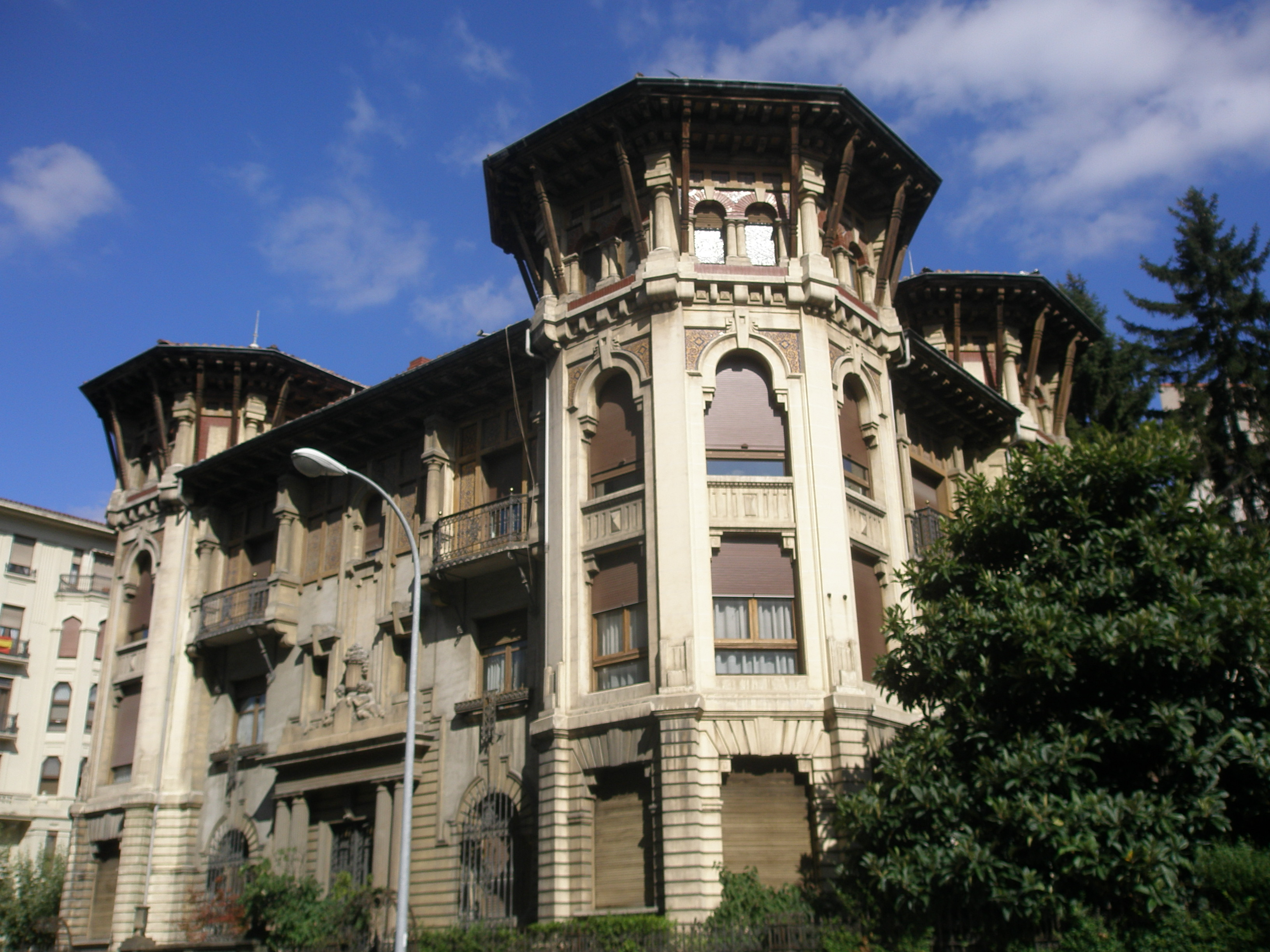
Casa Goicoechea, un hotelito o palacete de varias viviendas en el Segundo Ensanche. Obra de Víctor Eusa. 1926.

La construcción se llevó a cabo en dos fases. En ambas se alternaron edificios de varias plantas con otros de baja altura. Estos pequeños edificios con forma de chalet quedaron atrapados cuando en las manzanas se reedificaron bloques modernos de viviendas. Aún persisten en la Colonia Argaray este tipo de viviendas de baja altura.

## Edificios y lugares significativos

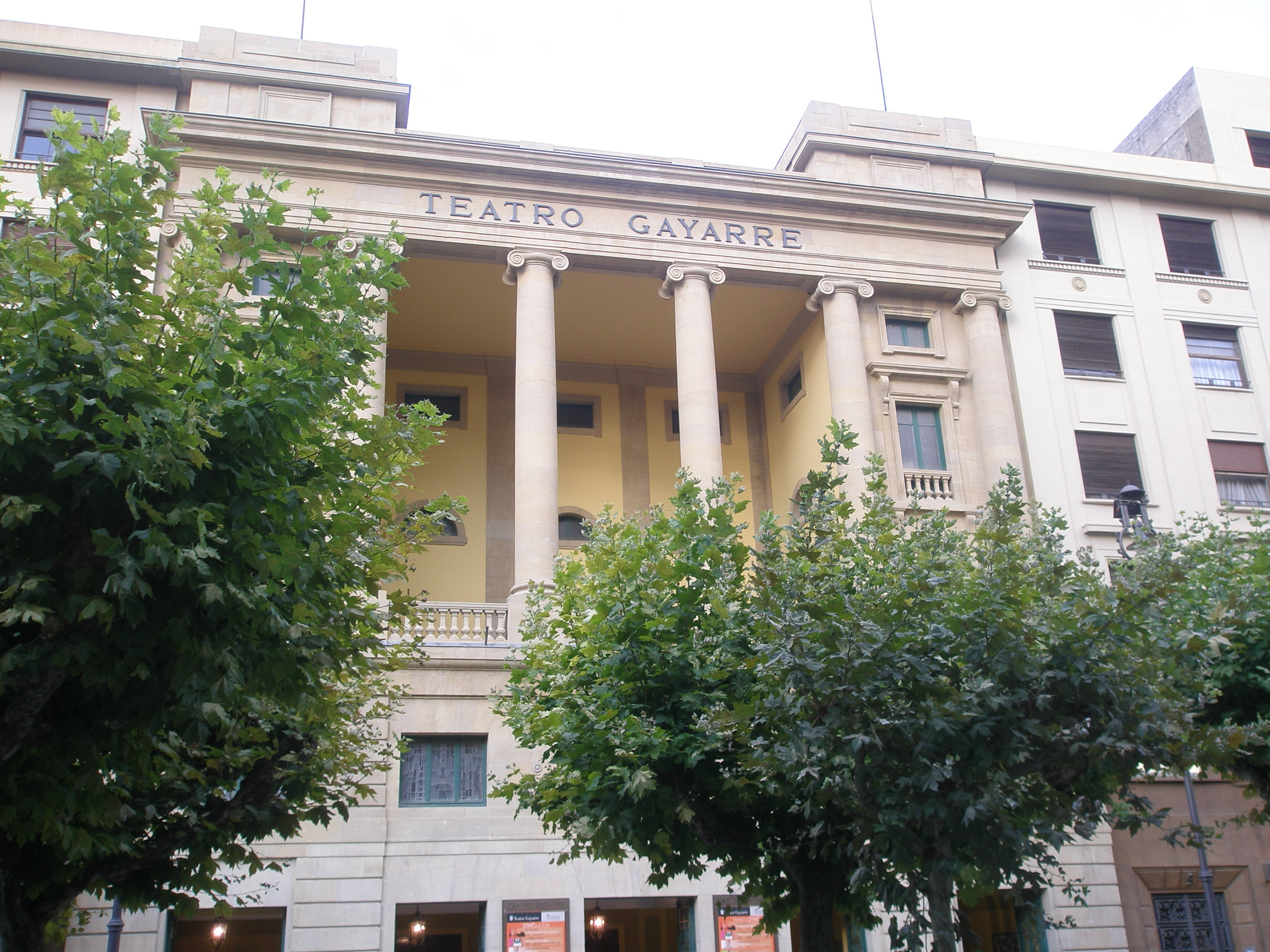
El Teatro Gayarre. Desplazado desde la Plaza del Castillo para dar paso a la Avenida Carlos III

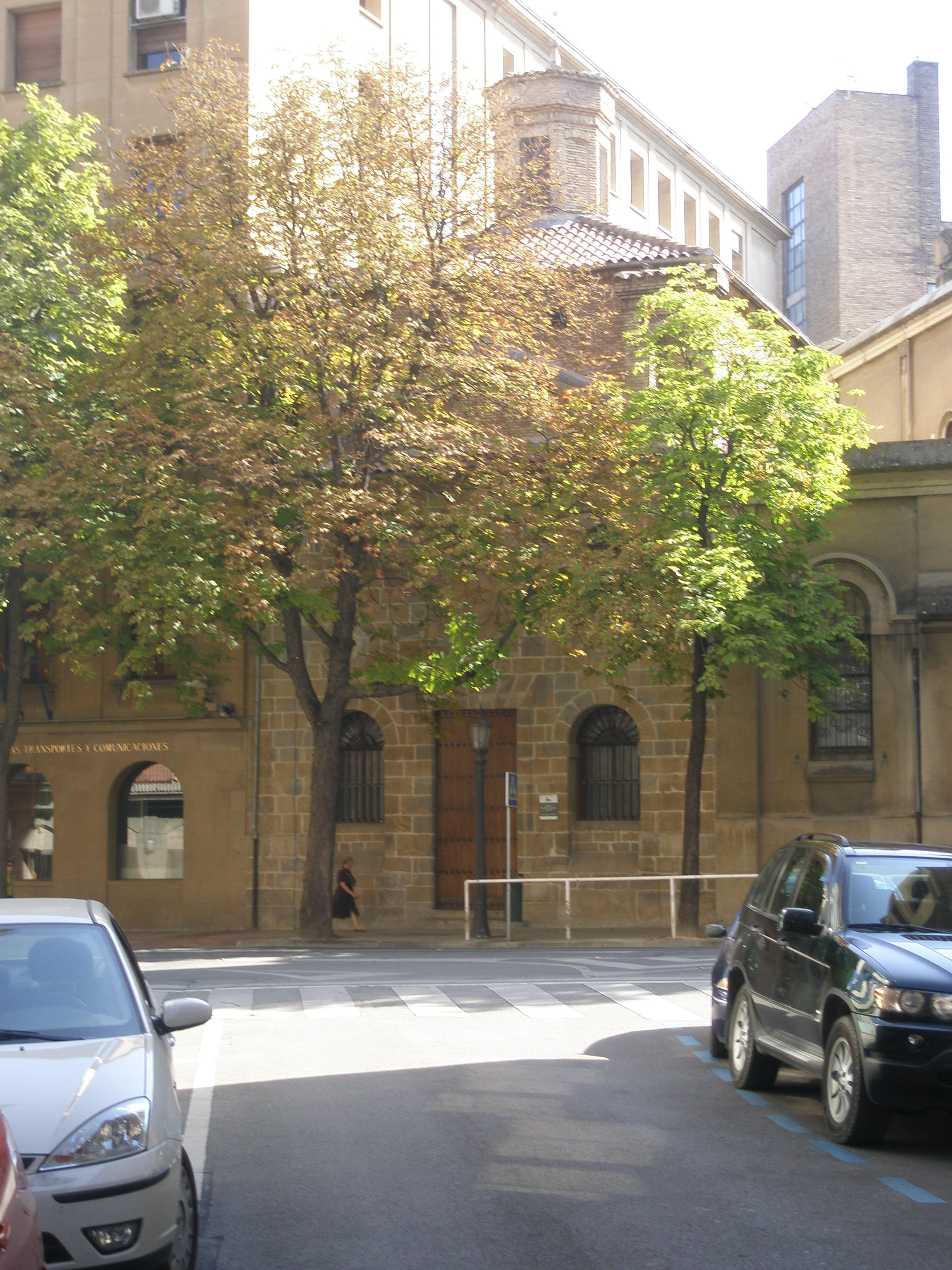
Basílica de San Ignacio de Loyola del. Fue construida sobre el lugar donde cayó herido. Retranqueda con la construcción del II Ensanche es la construcción más antigua del barrio.

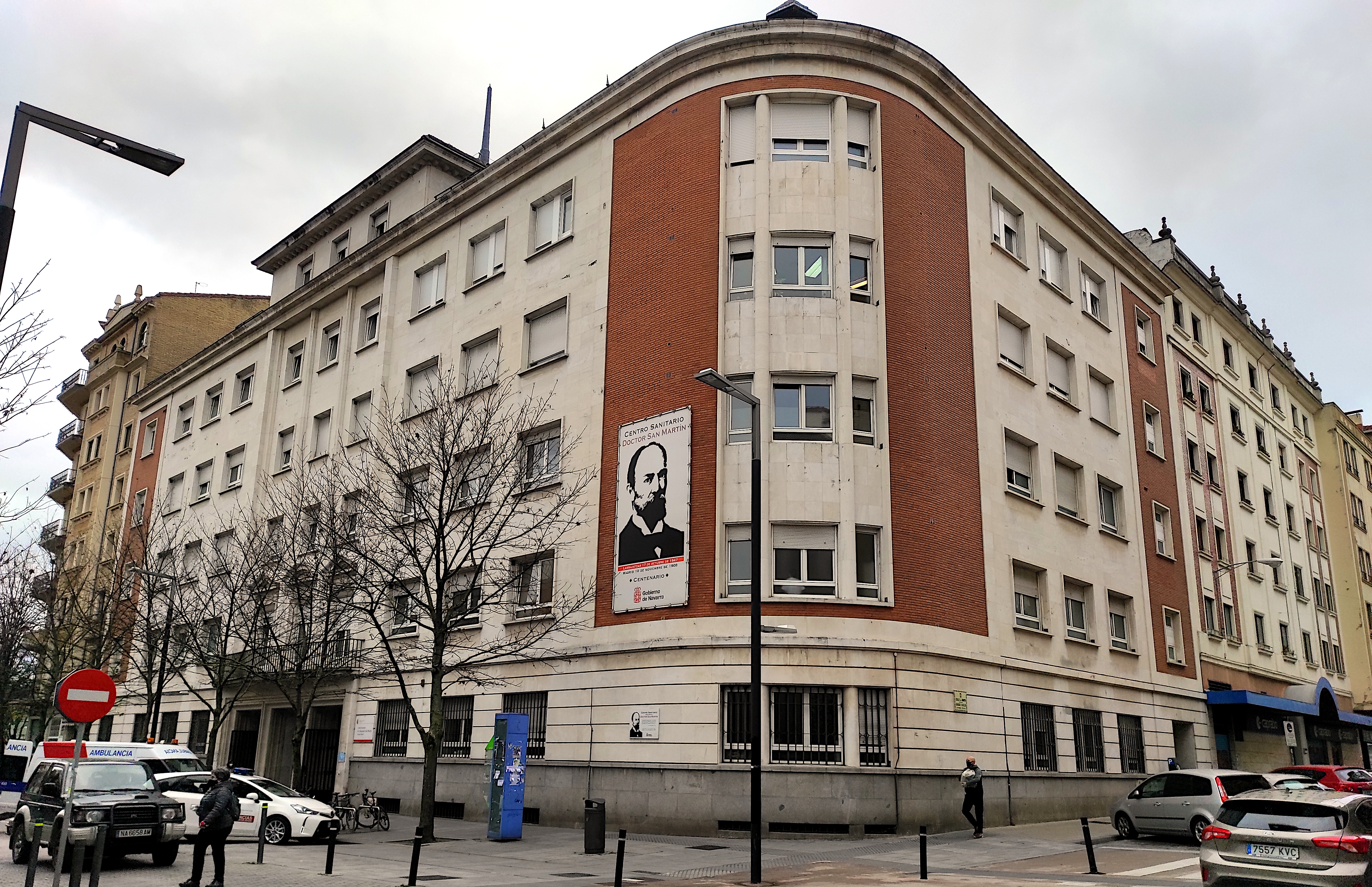
Ambulatorio Doctor San Martín

### Espacios abiertos y zonas verdes
- Parque de la Media Luna realizado por Víctor Eusa en 1932 se acondicionó por primera vez y se urbanizó definitivamente en 1937, realizado en uno de los baluartes, el de San Bartolomé.
- Plaza de la Cruz.
- Parque Serapio Huici.

### Servicios y lúdicos
- Palacio de Navarra o Palacio de la Diputación. Proyectado por José Nagusia y construido entre 1840 y 1851. La fachada principal es la que da al Paseo Sarasate. La nueva fachada que da a la Avenida de Carlos III se construyó con posterioridad, a partir de 1931, una vez que la plaza del Castillo se decidió abrirla hacia el Segundo Ensanche.

- Teatro Gayarre Antes, cuando era llamado Teatro Principal (desde mitades del siglo XIX) estaba cerrando la Plaza del Castillo, entre Diputación Foral y el Crédito Navarro, pero la ciudad, con el Ensanche quiso abrirse, y en 1931, se trasladó hasta su actual emplazamiento en Carlos III, perdiendo en el traslado, su magnífico frontón neoclásico , que daba personalidad al conjunto. Su proyecto en el siglo XIX, se debía, a que la ciudad urgía un teatro en condiciones, ya que la antigua casa de comedias en la calle Comedias, era viejo, destartalado, sucio e inadecuado. El nuevo, se proyectó según los patrones neoclásicos.

- Plaza de Toros Monumental. Realizada por Francisco Urcola en 1922 y ampliada por Rafael Moneo en 1966. Encima de su entrada principal se encuentra un escudo de Pamplona republicano, coronado con una muralla, que se mantuvo oculto por las ramas de los árboles durante la época franquista.
- Delegación del Gobierno De Javier Fernández Golfín, 1934. La fachada y cubierta de José Alzugaray en 1941. De todas formas y debido a las vicisitudes de la Guerra Civil participaron también los arquitectos, Serapio Esparza, Víctor Eusa y Luis Moya.
- Banco de España de José Astiz y José Yarnoz Larrosa, de 1925. De teoría novecentistas, de emplear un estilo clásico para los edificios institucionales. Se sitúa haciendo esquina entre la Avenida de San Ignacio y el Paseo de Sarasate.
- Edificio de Correos y Telégrafos. Levantado en parte sobre el solar que ocupaba anteriormente El Vínculo de Pamplona, en la parte adyacente al Paseo de Sarasate.
- Hacienda Foral. De José Yárnoz y Javier Yárnoz. 1931. Son característicos los miradores con unas vidrieras en los mismos con similitudes a los cuadros de Piet Mondrian.
- Mancomunidad de Colegios Sanitarios o Chalé de Izu. De Ramón Urmeneta, 1955. Reformado en 1986 por Agustín del Pozo para su uso como colegio sanitario. Es un elegante palacete con decoración lujosa interior con una amplia escalera central. En la reforma se mantuvo su aspecto exterior y se excavó bajo el jardín para realizar el salón de actos.
- Ambulatorio de San Martín, en la calle San Fermín entre la calle Olite y calle Amaya, prácticamente sobre la Avenida de la Baja Navarra. Antigua y originalmente llamada del General Solchaga, que juega un papel relevante como centro de salud. Se levantó sobre las cocheras del Irati derribadas en 1949.[9]
- Mercado del Ensanche. Una manzana completa, con viviendas municipales, inaugurado en 1948.[9]
- Cines. Todos ya desaparecidos, pero hubo varios: Olimpia (luego, Carlos III), Avenida, Príncipe de Viana, Rex, Alcázar, Olite. Además de otros parroquiales o vinculados con centros educativos religiosos como el Cine Xavier, el Champañat o el Cine-club Loyola.

### Centros educativos

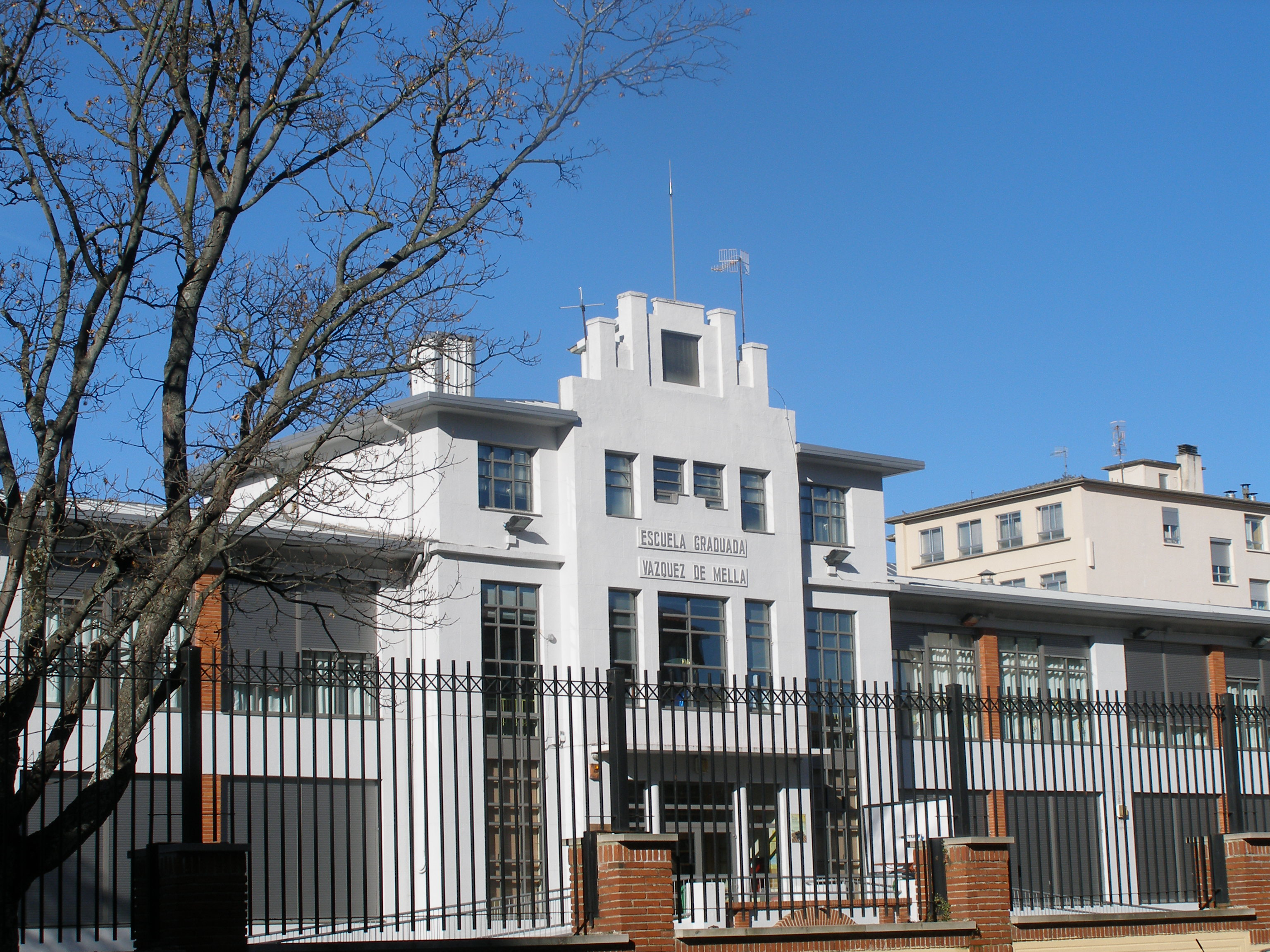
Las escuelas Vázquez de Mella de Serapio Esparza en 1934.

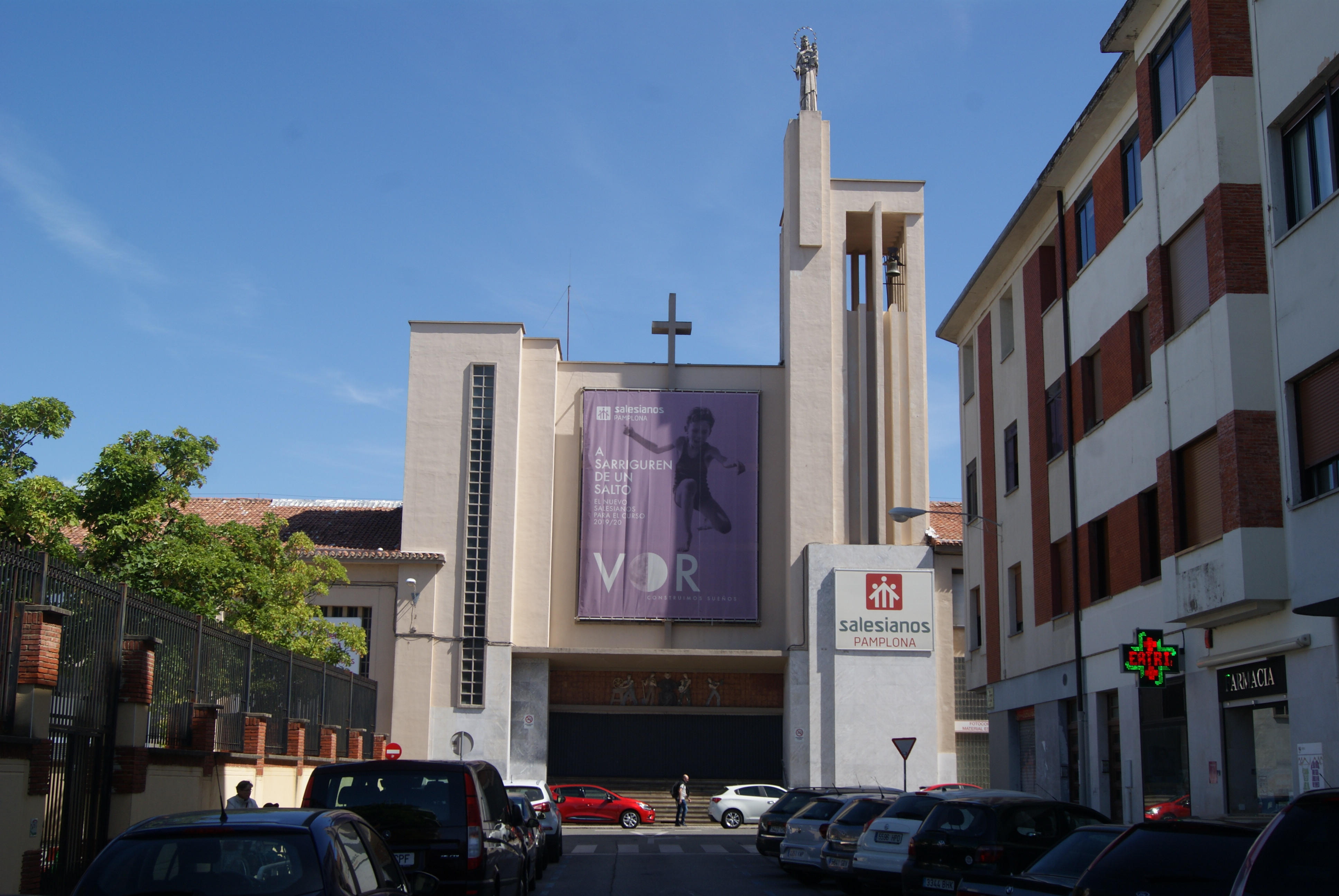
El Centro de Formación Profesonal de Salesianos (ya desaparecido) en 2019.

- Seminario San Miguel. Víctor Eusa. 1931. Presidido por una imponente cruz de hormigón y vidrio en el centro de la fachada principal.
- Colegio de Escolapios. Obra de Víctor Eusa, adyacente a la Plaza de Toros.
- Colegio Vázquez de Mella. De Serapio Esparza, 1934.
- Institutos de la Plaza de la Cruz. Centro de educación secundaria, el edificio que ocupa de 1944, estuvo dividido en otros dos: Instituto Ximénez de Rada (chicos) e Instituto Príncipe de Viana (chicas). En 1984 se unieron en uno solo bajo el nombre actual al situarse en un lateral de este espacio.[10]
- Colegio Santa María La Real. Víctor Eusa, 1955. Durante muchos años centro educativo de los Maristas, actualmente trasladado a Sarriguren.
- Colegio San Miguel. De Víctor Eusa en 1926.
- Centro de Formación Profesional de Salesianos (ya desaparecido), inaugurado en 1927.

- Escuela de Artes y Oficios de Pamplona. Centro de enseñanza superior, durante su larga historia ha conocido sedes anteriores.
- Colegio Público Blanca de Navarra, sede del Civivox Ensanche y habitual colegio electoral durante procesos de votaciones.
- Colegio del Santo Ángel. Actualmente convertido en residencia de estudiantes.
- Colegio de San Ignacio de Loyola. Propiedad de la Compañía de Jesús y situado en los límites meridionales del barrio, junto a la Milagrosa, tiene adosada la iglesia de la Inmaculada. Inaugurado el 7 de octubre de 1951, cuenta con un pabellón deportivo inaugurado en 1957.[9][11]

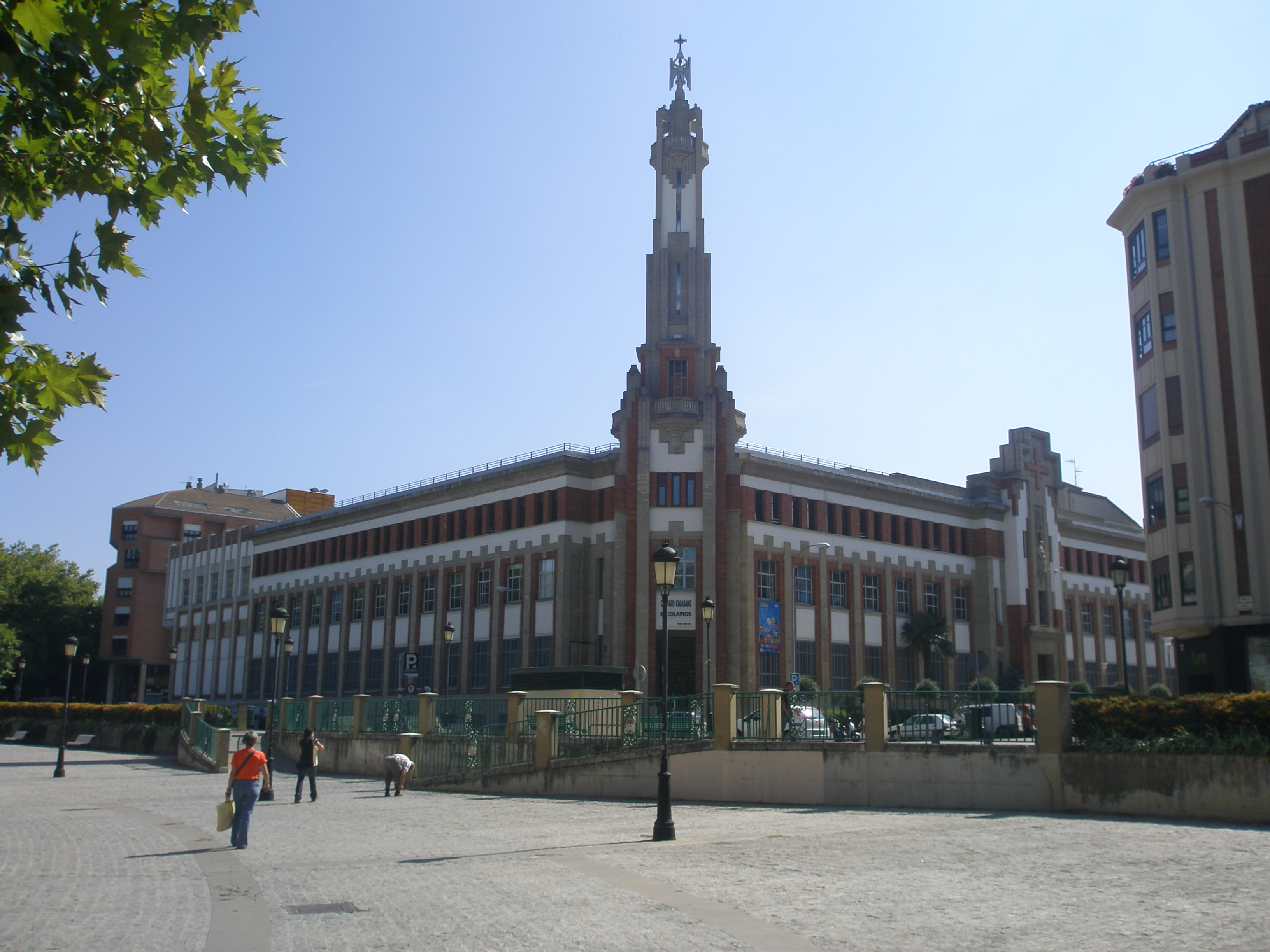
Colegio de los padres Escolapios, obra de Víctor Eusa.

### Iglesias
- Basílica de San Ignacio de Loyola e Iglesia de San Ignacio (PP. Reparadores). Dos edificios diferentes, adosados.
- Iglesia de San Antonio. Es la primera levantada al sur de la mediana que supone la Avenida Baja Navarra partiendo el barrio en dos mitades.
- Iglesia de San Francisco Javier. Miguel Gortari, 1952. Una construcción vanguardista en su género con aportaciones artísticas de numerosos autores como Eduardo Carretero, Emilio Sánchez Cayuela, Gutxi, o Gustavo de Maeztu, entre otros.
- Iglesia de San Miguel. Levantada a la medida del gran retablo del siglo XVI procedente de la Catedral de Pamplona. Construida a principios de los años 40 por Víctor Eusa y Juan José Yárnoz.[12]
- Iglesia de Cristo Rey. Levantada en 1951 aunque no se consagró hasta 1964.[13]
- Iglesia de la Inmaculada Concepción (PP. Jesuitas). Inaugurada en 1959.[11]

### Viviendas
- Colonia Argaray proyectada en 1933 por Joaquín Zarranz y Juan de Madariaga.

- Edificio de la Vasco-Navarra de Víctor Eusa en 1924. En 1943 fue ampliado por el propio Eusa que añadió una planta más y puso un nuevo remate, un torreón de estilo herreriano, menos interesante que el previo.
- Casa Goicoechea en la calle Francisco Bergamin 1. Su autor Víctor Eusa, 1924. Es un palacete, uno de los pocos ejemplos que quedan de su tipo en esta parte de la ciudad.
- Edificio Plaza Príncipe de Viana 3. De Víctor Eusa en 1929.
- Edificio García Castañón. Víctor Eusa. 1930.
- Edificio de viviendas Fernández Arenas 4. Una de las obras maestras de Víctor Eusa de 1932. Pequeño edificio de viviendas.[14]
- Edificio Sarasate 5. De Joaquín Zarranz, 1934.
- Edificio Aurora. Víctor Eusa, 1950.
- Edificio Baja Navarra 9. De Javier Guibert y Fernando Redón en 1961. Proyectada como residencias de alto nivel, con ascensor que llega al interior de cada piso, con dominancia de amplios balcones a la avenida. La solución de la esquina aguda mediante dos planos perpendiculares a las calles es atrevida y sencilla a la vez.
- Viviendas Plazaola 2. De Rafael Moneo, 1968. Uno de sus rasgos principales es el diseño del portal.

### Monumentos
- Monumento a San Ignacio de Loyola.
- Monumento a Pablo Sarasate. En el Parque de la Media Luna.
- Monumento a Ernest Hemingway. Junto a la plaza de toros.
- Monumento a los Caídos. Edificio conmemorativo levantado tras la guerra civil española.

## Galería fotográfica

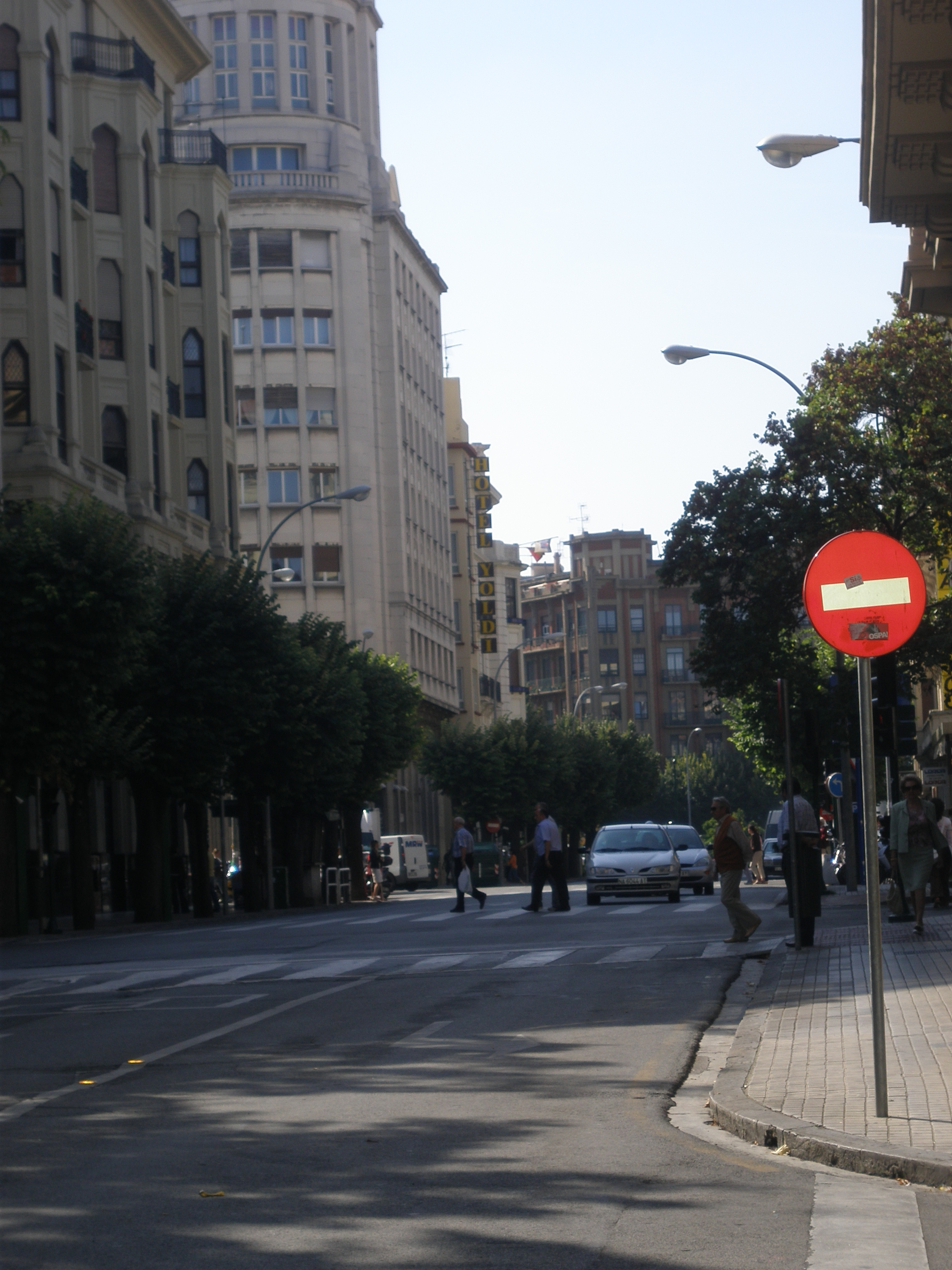
Vista de la avenida de San Ignacio del II Ensanche
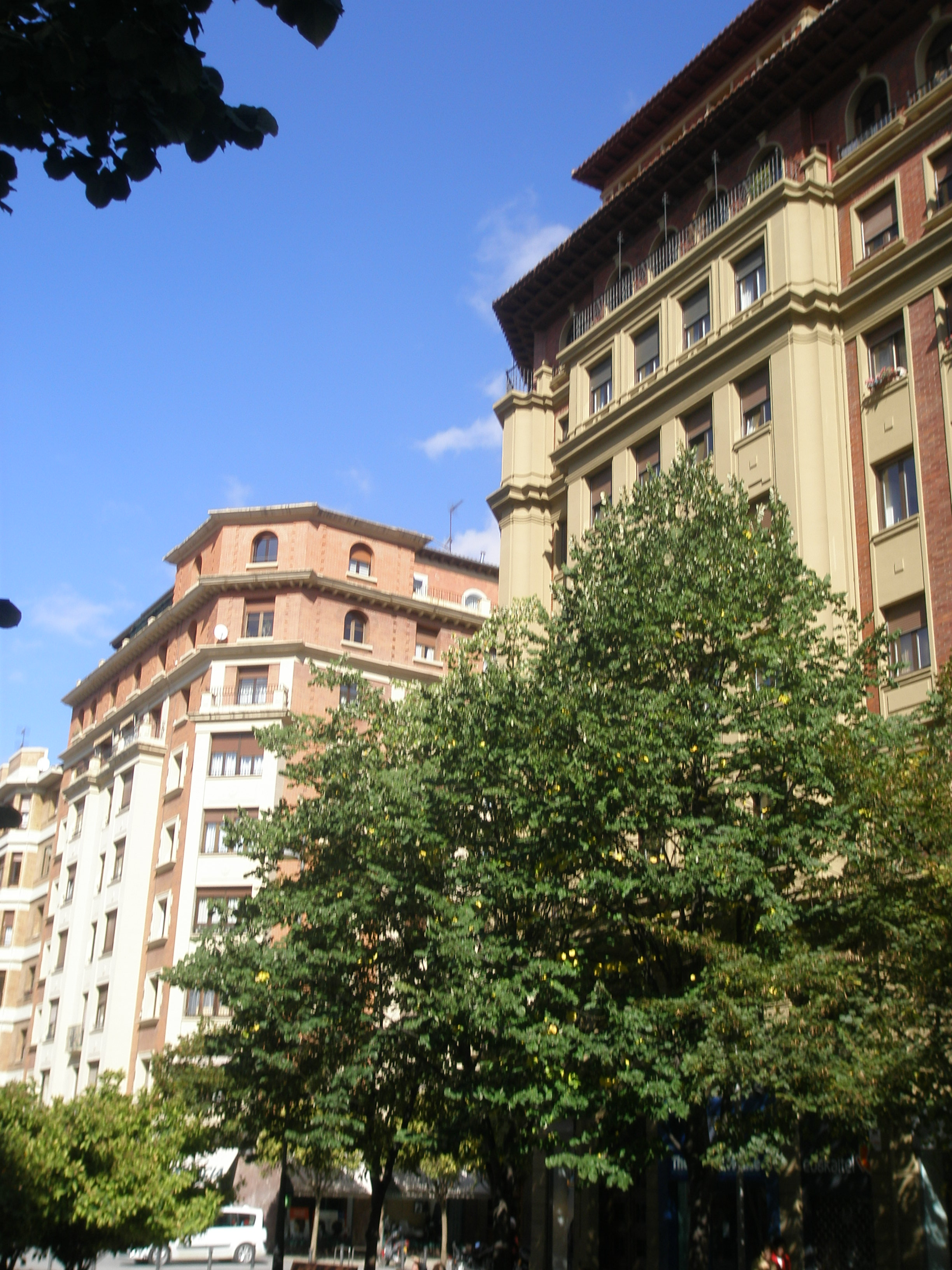
Vista de la avenida Carlos III en el II Ensanche
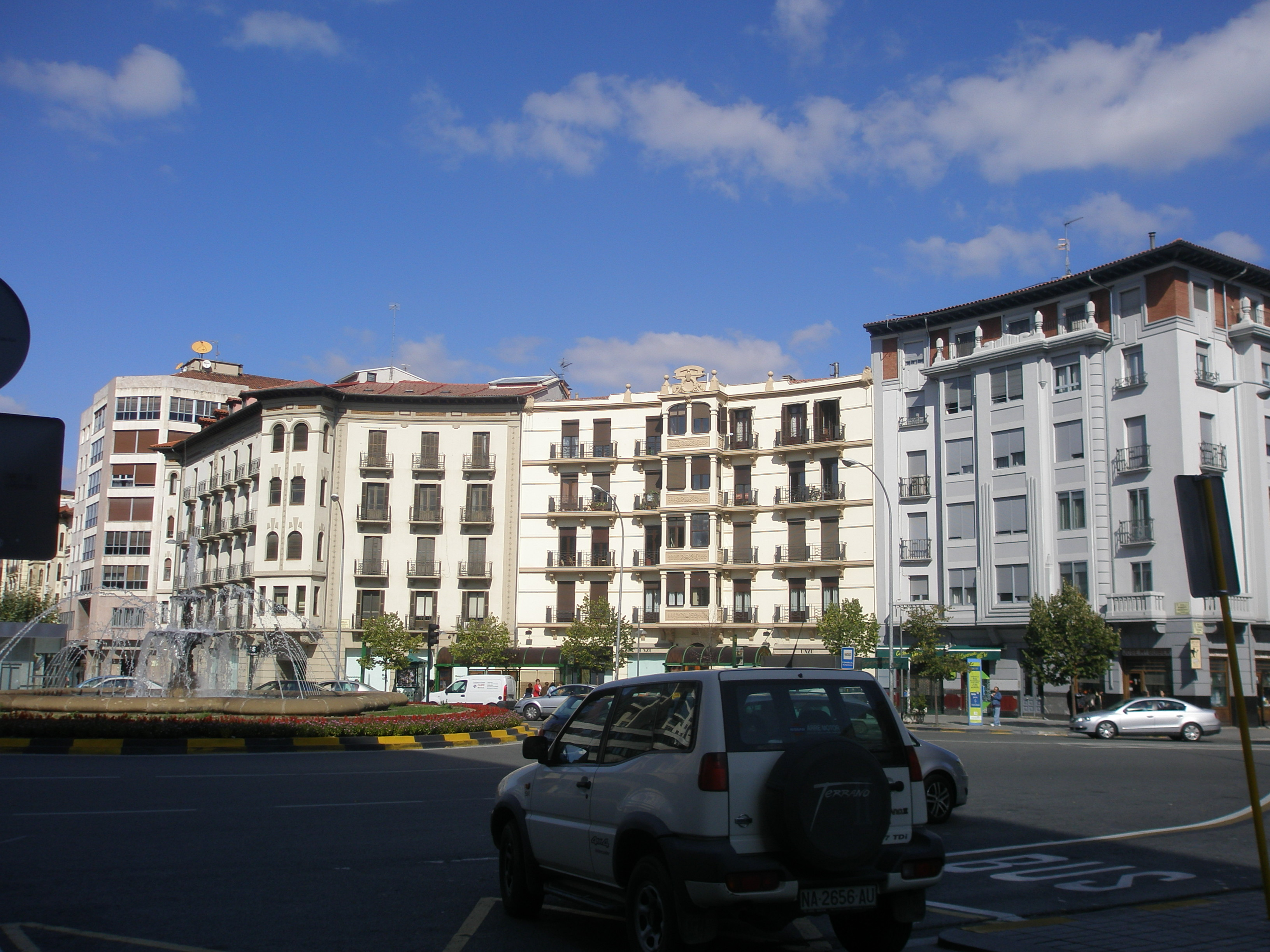
Plaza Merindades
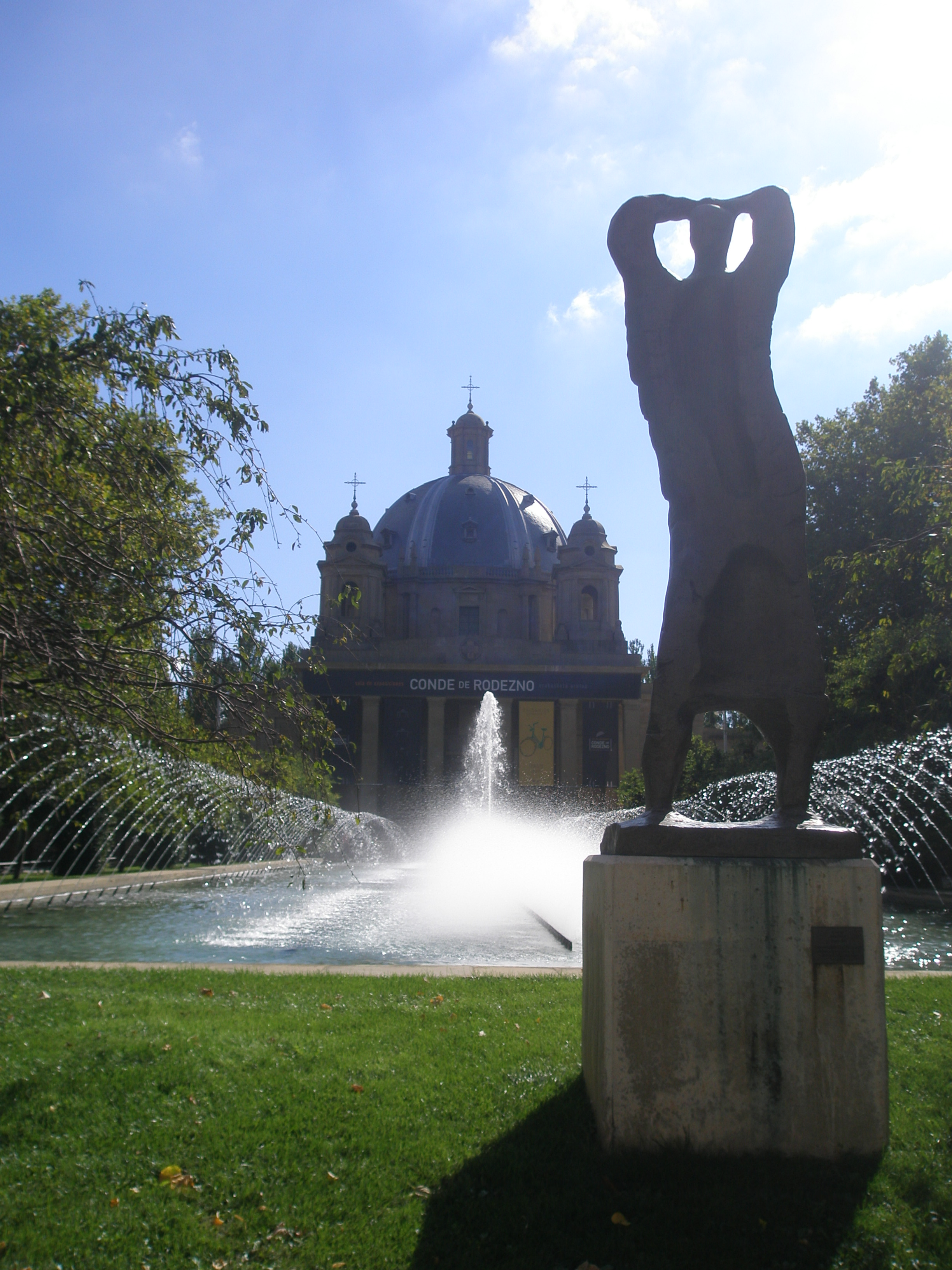
Plaza de la Libertad, anteriormente de Conde Rodezno. Monumento a los Caidos al fondo.